# Nellie Fox
Jacob Nelson "Nellie" Fox (St. Thomas, 25 de dezembro de 1927 – Baltimore, 1 de dezembro de 1975) foi um jogador de beisebol profissional americano. Fox foi um dos maiores jogadores de segunda base de todos os tempos e o terceiro rebatedor mais difícil de eliminar na história da Major League Baseball (MLB). Fox jogou nas grandes ligas de 1947 a 1965 e passou a maior parte de sua carreira como membro do Chicago White Sox; sua carreira foi marcada por passagens de vários anos pelo Philadelphia Athletics e, mais tarde, pelo Houston Astros.
Fox foi All-Star da Liga Americana (AL) por doze temporadas, o Jogador Mais Valioso (MVP) da AL por uma temporada e vencedor da AL Gold Glove por três temporadas. Ele teve uma média de rebatidas na liga principal de .288, com 2.663 rebatidas, 35 home runs e 790 corridas impulsionadas. Ele acertou .300 ou mais seis vezes e liderou a AL em rebatidas simples oito vezes (sete temporadas consecutivas) e em fielding seis vezes como segunda base. Sua porcentagem de fielding na carreira foi de .984. Em 1959, quando o "Go Go" Chicago White Sox venceu a American League, ele atingiu .306 com 149 rebatidas simples e 70 corridas impulsionadas . Ele treinou o Houston Astros e o Texas Rangers após sua carreira de jogador. Ele foi introduzido no Hall da Fama do Beisebol Nacional em 1997. Sua camisa de número 2 foi aposentada pelos White Sox em 1976.